# 525
Năm 525 là một năm trong lịch Julius.